# Доманиці (Вроцлавський повіт)
Доманиці (пол. Domanice, нім. Domanze) — село в Польщі, у гміні Меткув Вроцлавського повіту Нижньосілезького воєводства.
Населення — 430 осіб (2011).
У 1975-1998 роках село належало до Вроцлавського воєводства.

## Демографія
Демографічна структура станом на 31 березня 2011 року:
|          | Загалом | Допрацездатний вік | Працездатний вік | Постпрацездатний вік |
| -------- | ------- | ------------------ | ---------------- | -------------------- |
| Чоловіки | 209     | 44                 | 137              | 28                   |
| Жінки    | 221     | 48                 | 117              | 56                   |
| Разом    | 430     | 92                 | 254              | 84                   |